# Federação Internacional de Direitos Humanos
A Federação Internacional de Direitos Humanos (Fédération internationale des droits de l'homme ou FIDH em francês) é uma federação de organizações não-governamentais de direitos humanos. O principal objetivo da FIDH é promover o respeito por todos os direitos listados na Declaração Universal dos Direitos Humanos, no Pacto Internacional dos Direitos Civis e Políticos e no Pacto Internacional dos Direitos Econômicos, Sociais e Culturais.

## Visão geral
A FIDH foi criada em 1922, quando reuniu dez organizações nacionais. Agora é uma federação de 184 organizações de direitos humanos em quase 100 países. A FIDH coordena e apoia as atividades de suas organizações membros, em nível local, regional e internacional. A FIDH não está vinculada a nenhum partido ou religião e é independente. A FIDH tem status consultivo perante as Nações Unidas, UNESCO e Conselho da Europa, e status de observador perante a Comissão Africana dos Direitos Humanos e dos Povos, a Organização Internacional da Francofonia e a Organização Internacional do Trabalho.
A FIDH também mantém "contato regular" com a União Europeia, Organização para a Segurança e Cooperação na Europa (OSCE), Organização dos Estados Americanos, Programa das Nações Unidas para o Desenvolvimento, Organização Mundial do Comércio, Fundo Monetário Internacional, Banco Mundial e Organização para o Cooperação e Desenvolvimento.

O mandato da FIDH “é contribuir para o respeito de todos os direitos definidos na Declaração Universal dos Direitos Humanos”. O objetivo é fazer “melhorias efetivas na proteção das vítimas, na prevenção das violações dos direitos humanos e na punição de seus perpetradores”. Suas prioridades são estabelecidas por seu Congresso Mundial e Conselho Internacional com o apoio de sua Secretaria Internacional.